# Pedro Calderón de la Barca
Pedro Calderón de la Barca (n. 17 ianuarie 1600, Madrid, Madrid⁠(d), Spania – d. 25 mai 1681, Madrid, Madrid⁠(d), Spania) a fost un important poet și dramaturg spaniol. 

## Date biografice
Calderón de la Barca a fost obligat indirect de părinții săi să devină preot, ei condiționând moștenirea sa de exercitarea profesiei de preot. Astfel, Calderón a studiat în cadrul Colegiului Imperial de iezuiți din Madrid. A continuat în universitățile din Alcalá de Henares și Salamanca, dar în 1620 abandonează studiile religioase și optează pentru cariera militară, spre supărarea tatălui său. Este posibil ca acest eveniment să fi fost reflectat mai târziu în operele dramatice ale lui Calderón, în care se regăsesc conflicte edipice între tați și fii. 
Trei ani mai târziu a debutat ca dramaturg cu o comedie intitulată „Amor, honor y poder” („Dragoste, onoare și putere”). Ca toți tinerii cu educație din vremea sa, Calderón a călătorit în Italia și Flandra, iar, începând cu 1625, a contribuit la Curtea regală cu un repertoriu dramatic apreciat de regele Filip al IV-lea al Spaniei. De altfel, în 1635 a compus „El mayor encanto, el amor” („Cea mai mare încântare, dragostea”) cu ocazia inaugurării teatrului din cadrul Palatului Bunei Retrageri (Palacio del Buen Retiro), fiind de asemenea organizatorul a multe și rafinate spectacole dramatice, pentru care a contat cu colaborarea unor scenografi italieni precum Cosme Lotti sau Baccio del Bianco, precum și cu muzicieni excelenți.
A fost numit de către rege Cavaler al Ordinului Santiago și s-a remarcat ca soldat în serviciul Ducelui de Infantado, în timpul asediului de la Fuenterrabía (1638) și a războiului civil din Catalonia (1640). A fost hirotonit preot în 1661, după care a fost numit capelan la Reyes Nuevos de Toledo. Pe atunci era deja dramaturgul cel mai apreciat la Curte, iar în 1663 regele l-a desemnat capelanul său onorific, ceea ce îl obligă pe Calderón să-și mute reședința la Madrid, unde va muri în 1681, fiind considerat unul din cei mai mari dramaturgi ai epocii sale.

## Opera

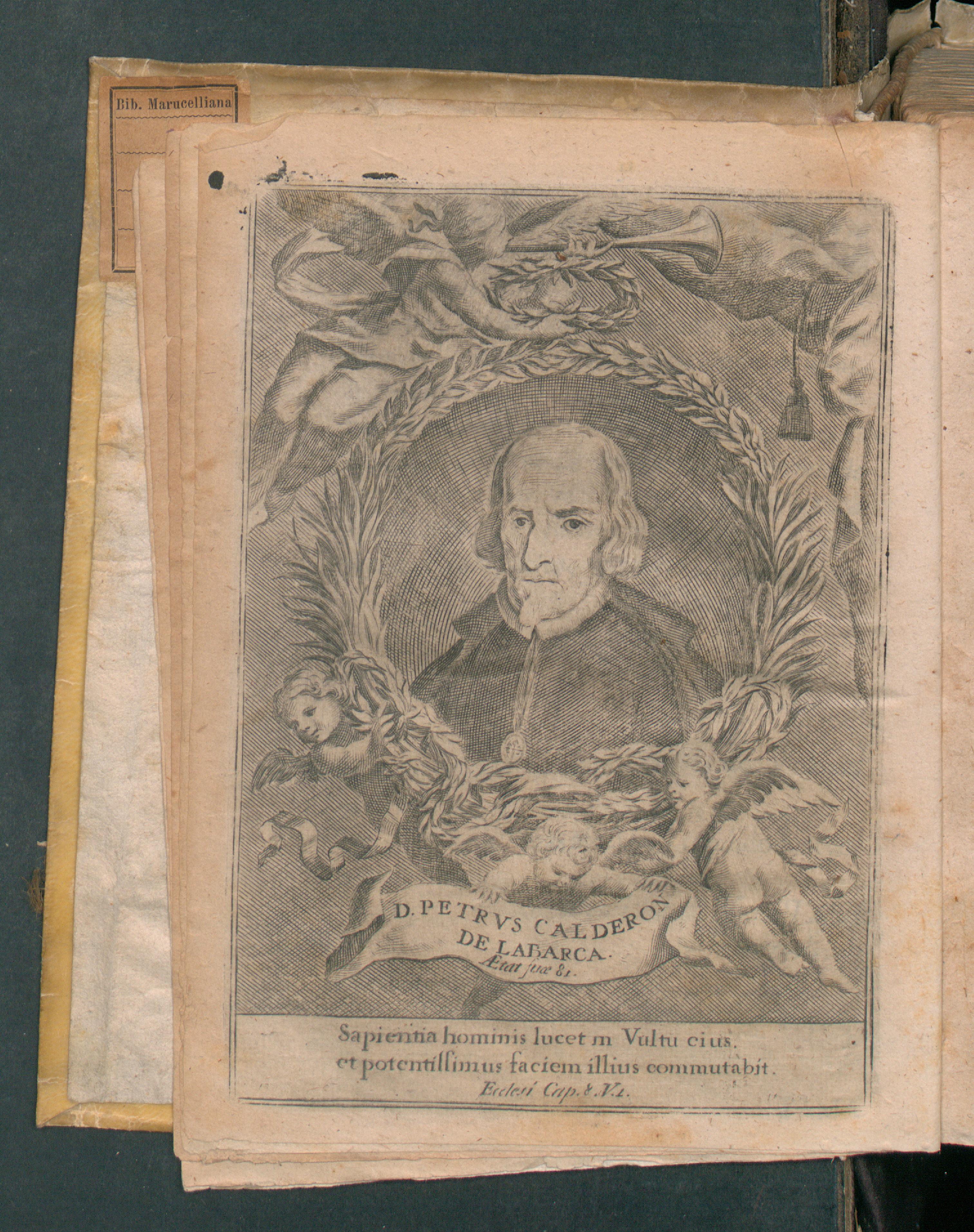
Comedias verdaderas, 1726

Creațiile dramatice ale lui Calderón de la Barca reprezintă culminarea modelului teatral baroc creat spre sfârșitul secolului XVI de către Lope de Vega. 
Conform calculelor sale din anul morții, Calderón este autorul a cinci sute optzeci de acte sacramentale, intermedii și alte opere minore precum poemul „Psale et sile” sau alte piese ocazionale. Deși mai puțin prolific decât modelul său, genialul Lope de Vega, Calderón se arată superior acestuia din punct de vedere tehnic, ducând la perfecțiune formula dramatică a lui Lope prin reducerea numărului de scene și eliminarea elementelor lirice nefuncționale. Operele devin astfel un spectacol baroc complet, care acordă importanță scenografiei și muzicii, elemente puțin importante pentru Lope de Vega. 
Calderón de la Barca utilizează în mod frecvent piese anterioare, din care elimină scene inutile; reduce din numărul de personaje și din bogăția polimetrică a teatrului lopesc. De asemenea, sistematizează exuberanța creativă a modelului său și construiește opera în jurul unui singur protagonist. Calderón caută de multe ori efectul teatral, în detrimentul celui liric. 
A. Valbuena Briones a semnalat ca în stilul lui Calderón se pot distinge două registre. 

### Primul registru
În prima parte a operei sale, Calderón reordonează, condensează și reelaborează ceea ce în opera lui Lope era difuz și haotic, stilizând realismul costumbrist și apropiindu-l astfel de stilul curtezan. În ele sunt prezente multe personaje reprezentative pentru epoca sa și condiția sa socială, toate având în comun cele trei teme ale teatrului baroc spaniol : dragostea, religia și onoarea. 
Onoarea este în mod special o temă mulțumită căreia Calderón s-a făcut remarcat, cu opere precum „El alcalde de Zalamea” („Primarul din Zalamea”), în care are loc un conflict între onoarea individuală (demnitatea umană) a unui țăran înstărit, Pedro Crespo, a cărui fiică a fost violată de un căpitan de orgine nobilă, și onoarea corporativă (esprit de corps) a căpitanului. Onoarea, ca patrimoniu al spiritului înfruntat cu justiția, cazul Primarului din Zalamea, sau pasiunea amoroasă ce orbește sufletul, cazul operei „El mayor monstruo” („Cel mai mare monstru”) sau gelozia în „El médico de su honra” („Doctorul onoarei sale”). 

### Al doilea registru
În cea dea doua parte a operei sale, dramaturgul inventează, depășind repertoriul cavaleresc, o formă poetico-simbolică necunoscută până la el și care va configura un teatru esențialmente liric, ale cărui personaje tind către simbolic și spiritual. Este cazul unor drame filozofice și teologice, acte sacramentale și comedii mitologice sau palatine. 
Calderón este cunoscut pentru crearea acestor personaje de tip baroc, dezechilibrate în interiorul lor datorită unei pasiuni tragice, așa cum apar în „El príncipe constante”, „El mágico prodigioso” sau în „La devoción de la cruz”. Personajul său cel mai cunoscut este teribilul Sigismund de Polonia din „La vida es sueño” („Viața este vis”) considerată capodopera teatrului calderonian. Această operă, paradigma comediilor sale filozofice, reunește și dramatizează problemele transcendentale ale epocii sale : libertatea sau puterea voinței în fața destinului, scepticismul în fața aparențelor sensitive, precarietatea existenței, considerată un simplu vis și, în sfârșit, idea consolatoare că, inclusiv în vise, se poate totuși realiza binele. Această operă are mai multe variante. Pe plan secund apare și tema educației, cultivată mai apoi de scriitorii secolului al XVIII-lea. 
Tot în acest al doilea registru duce la perfecțiune așa-numitul „auto sacramental”, piese alegorice de un singur act, reprezentând tema euharistiei. Pentru a da câteva exemple, se pot menționa „El gran teatro del mundo” („Marele teatru al lumii”) sau „La cena del rey Baltasar” („Cina regelui Baltazar”).

## Legături externe
- Pedro Calderón de la Barca